# Spelaeochernes
Genre
Spelaeochernes est un genre de pseudoscorpions de la famille des Chernetidae.

## Distribution
Les espèces de ce genre sont endémiques du Brésil. Elles se rencontrent dans des grottes.

## Liste des espèces
Selon Pseudoscorpions of the World (version 3.0) :
- Spelaeochernes altamirae Mahnert, 2001
- Spelaeochernes armatus Mahnert, 2001
- Spelaeochernes bahiensis Mahnert, 2001
- Spelaeochernes dentatus Mahnert, 2001
- Spelaeochernes dubius Mahnert, 2001
- Spelaeochernes eleonorae Mahnert, 2001
- Spelaeochernes gracilipalpus Mahnert, 2001
- Spelaeochernes pedroi Mahnert, 2001

et décrite depuis :
- Spelaeochernes popeye von Schimonsky & Bichuette, 2019

## Publication originale
- Mahnert, 2001 : Cave-dwelling pseudoscorpions (Arachnida, Pseudoscorpiones) from Brazil. Revue Suisse de Zoologie, vol. 108, no 1, p. 95-148 (texte intégral).